# Episodi de L'eredità dei Guldenburg (prima stagione)
La prima stagione della serie televisiva L'eredità dei Guldenburg è stata trasmessa in anteprima in Germania dalla ZDF tra il 29 gennaio 1987 e il 25 aprile 1987.
| nº | Titolo originale                 | Titolo italiano | Prima TV Germania | Prima TV Italia |
| -- | -------------------------------- | --------------- | ----------------- | --------------- |
| 1  | Die goldene Kette (Teil 1 und 2) |                 | 29 gennaio 1987   |                 |
| 2  | Die schwarze Rose                |                 | 31 gennaio 1987   |                 |
| 3  | Das letzte Vermächtnis           |                 | 8 febbraio 1987   |                 |
| 4  | Das offene Geheimnis             |                 | 14 febbraio 1987  |                 |
| 5  | Das schnelle Geld                |                 | 22 febbraio 1987  |                 |
| 6  | Das offene Messer                |                 | 28 febbraio 1987  |                 |
| 7  | Das rote Kleid                   |                 | 8 marzo 1987      |                 |
| 8  | Die große Liebe                  |                 | 14 marzo 1987     |                 |
| 9  | Der neue Anfang                  |                 | 22 marzo 1987     |                 |
| 10 | Die endlose Nacht                |                 | 28 marzo 1987     |                 |
| 11 | Der kleine Bruder                |                 | 4 aprile 1987     |                 |
| 12 | Kopf oder Zahl                   |                 | 11 aprile 1987    |                 |
| 13 | Das bittere Ende                 |                 | 18 aprile 1987    |                 |
| 14 | Die verlorene Tochter            |                 | 25 aprile 1987    |                 |